# 647년

## 연호
- 당(唐) 정관(貞觀) 21년
- 신라(新羅) 인평(仁平) 14년 / 태화(太和) 원년
- 일본(日本) 다이카(大化) 3년

## 기년
- 당(唐) 태종(太宗) 21년
- 신라(新羅) 선덕여왕(善德女王) 16년 / 진덕여왕(眞德女王) 원년
- 고구려(高句麗) 보장왕(寶臧王) 6년
- 백제(百濟) 의자왕(義慈王) 7년

## 사건
- 1월 8일 - 비담의 난으로 반란일으켜 647년 정월에 신라 제27대 임금인 선덕여왕이 1월 8일에 죽음을 맞이하자 선덕여왕의 사촌동생인 신라 제28대 임금인 진덕여왕이 647년 1월에 즉위를 하고 648년에는 진덕여왕 (즉위 원년)에 비담의 난에 가담한 비담의 반란군을 크게 물리쳤다.
- 음력 10월, 백제의 장군 의직(義直)이 보병과 기병 3천명을 거느리고 신라의 무산성(茂山城) 아래로 나아가 주둔하고, 군사를 나누어 감물성(甘勿城)과 동잠성(桐岑城) 두 성을 공격하였다. 신라 장군 김유신이 친히 병사를 권면하여, 죽기를 결심하고 싸워 크게 깨뜨리니, 의직은 한 필의 말을 타고 홀로 돌아왔다.
- 이슬람, 동로마 제국의 카르타고 총독 그레고리우스가 이끄는 12만 대군을 격파하다.
- 이슬람, 동로마 제국의 카이사레아(현재의 카이세리)를 점령하다.

## 사망
- 2월 20일(음력 1월 8일) - 신라(新羅) 27대 왕 선덕여왕(善德女王)
- 신라(新羅)의 상대등(上大等) 비담(毗曇)

## 참고 문헌
- 김부식 (1145), 《삼국사기》  〈권28 백제본기 제육(百濟本紀第六) 의자왕(위키문헌 번역본)〉  /(국사편찬위원회 > 한국사데이타베이스 번역본)